# Regeringen Obama

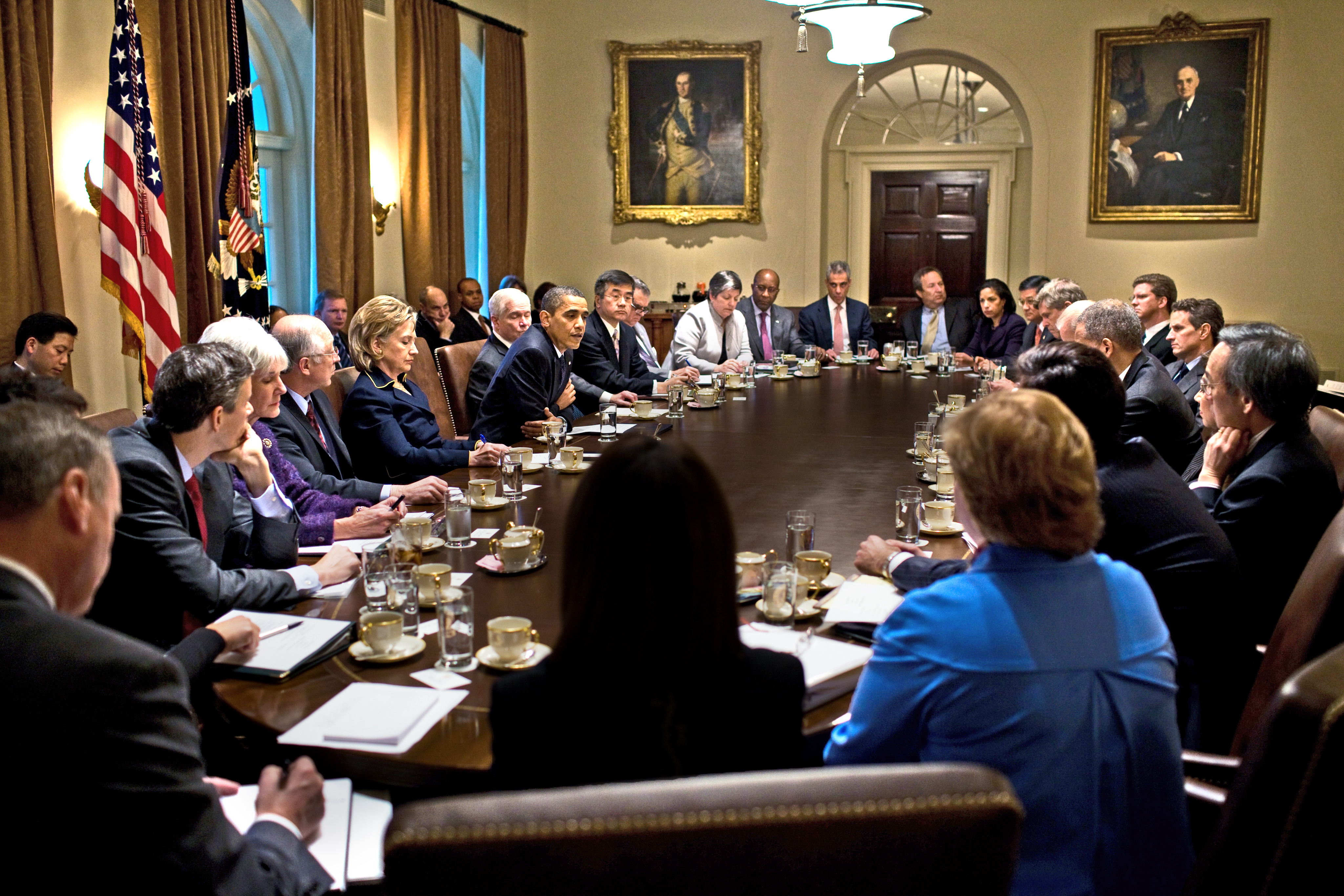
USA:s regerings sammanträde den 23 november 2009.

Barack Obamas regering bildades då Barack Obama tillträdde som USA:s president den 20 januari 2009 och avslutades på dagen åtta år senare (2017), då president Donald Trumps regering tillträdde. Vicepresidenten väljs tillsammans med presidenten. Övriga ledamöter utses av presidenten men måste innan de tillträder erhålla senatens ”råd och samtycke”, det vill säga godkännande. Varje minister är chef för ett regeringsdepartement. Förutom ministrarna är även Vita husets stabschef och chefen för budgetbyrån med flera adjungerade till regeringen.
Presidenten, vicepresidenten, utrikesministern samt försvarsministern är också ledamöter av nationella säkerhetsrådet.
Regeringen kallas på engelska the Cabinet; se USA:s federala regering.

## Gruppfotografier
|  |  |

### Fotnoter
1. ↑  ”United States of America” (på engelska). World Statesmen. 24 februari 2009. http://www.worldstatesmen.org/United_States.html. Läst 4 juni 2015.